# Ульмська школа дизайну
48°22′50″ пн. ш. 9°57′10″ сх. д. / 48.3806° пн. ш. 9.95278° сх. д.

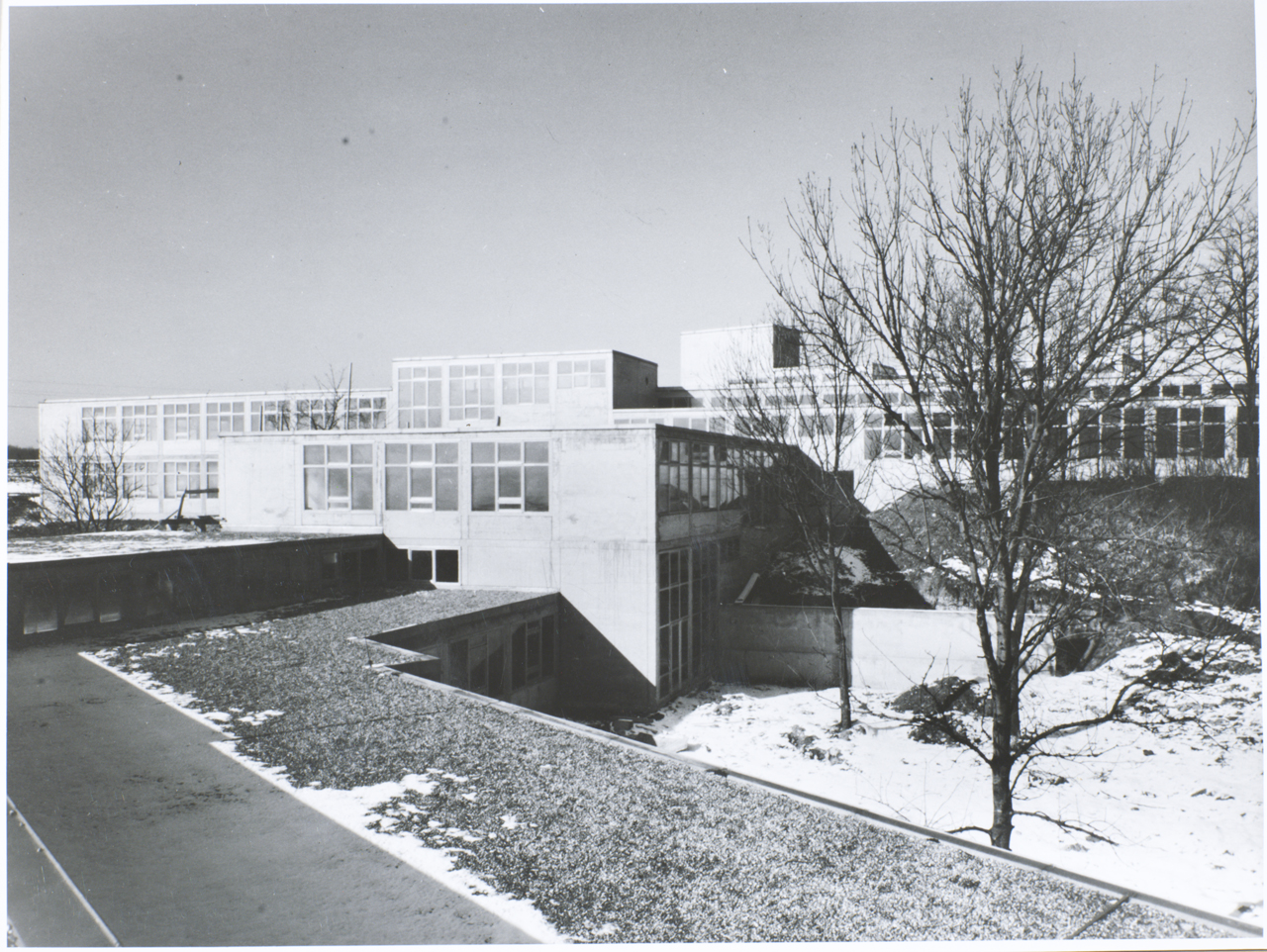
Будівля школи через два роки після відкриття (1955), фотографія Ганса Г. Конрада

Ульмська школа дизайну (нім. Hochschule für Gestaltung Ulm) — навчальний заклад, який готував фахівців у галузі технічної естетики.

## Історія
Заснована в 1953 році в німецькому місті Ульм.
Її першим директором став Макс Білл, який здобув дизайнерську освіту в Баугаузі. Він же спроектував будівлю школи. На відкритті нового навчального закладу в жовтні 1955 року виступив з промовою засновник Баугауза і один з вчителів Білла, Вальтер Ґропіус. З новою школою практики та теоретики дизайну пов'язували надії на розвиток ідей, закладених в Баугаузі.
На той момент певна теоретична концепція ще не була вироблена, і розвиток системи навчання відбувався поступово. Протиріччя в теоретичній спадщині Баугауза спонукали аргентинського художника і дизайнера Томаса Мальдонадо, якого запросив до Німеччини Макс Білл, виступати за відхід від наміченого курсу. Він орієнтувався на діяльність Ханнеса Маєра, який займав пост директора Баугауза з 1928 по 1930 рік. Його позицію Мальдонадо називав «соціальним функціоналізмом», на противагу «формалістичному функціоналізму», який мав місце в ранньому періоді Баугауза. Мальдонадо прагнув привнести в дизайн соціальний зміст. Їм поділялися поняття «промисловий дизайн» і «арт-дизайн», для першого, на думку Мальдонадо, був характерний примат інженерної складової, в прямій залежності від якої стояла естетична сторона дизайну, до другого ж напрямку він відносив предмети, проектування яких не вносить суттєвих змін в конструкцію, технічні властивості, обмежуючись декоративно-художніми якостями. Макс Білл не прийняв відмови від ідей Баугауза і покинув пост директора, згодом ставши опонентом Ульмської школи, очолюваної Мальдонадо.
Ульмські професора нарікали на те, що багатство західних країн збільшилося настільки, що дизайн став задовольняти не тільки дійсні потреби, але і капризи замовника. Ця критика капіталістичної системи, якою займалися Мальдонадо і його колеги, колишні Ульмські студенти, Гуї Бонсіп і Клод Шнейдт, а також наполегливі дебати привели до закриття школи в 1968 році. Іншою причиною припинення діяльності школи називають протиріччя «між жорстко функціональними вимогами до об'єктів проектування з боку промисловості та художньо-інтуїтивним, гуманістичним поглядом на процес створення нової форми з боку керівництва училища».